# Johanne Bindesbøll

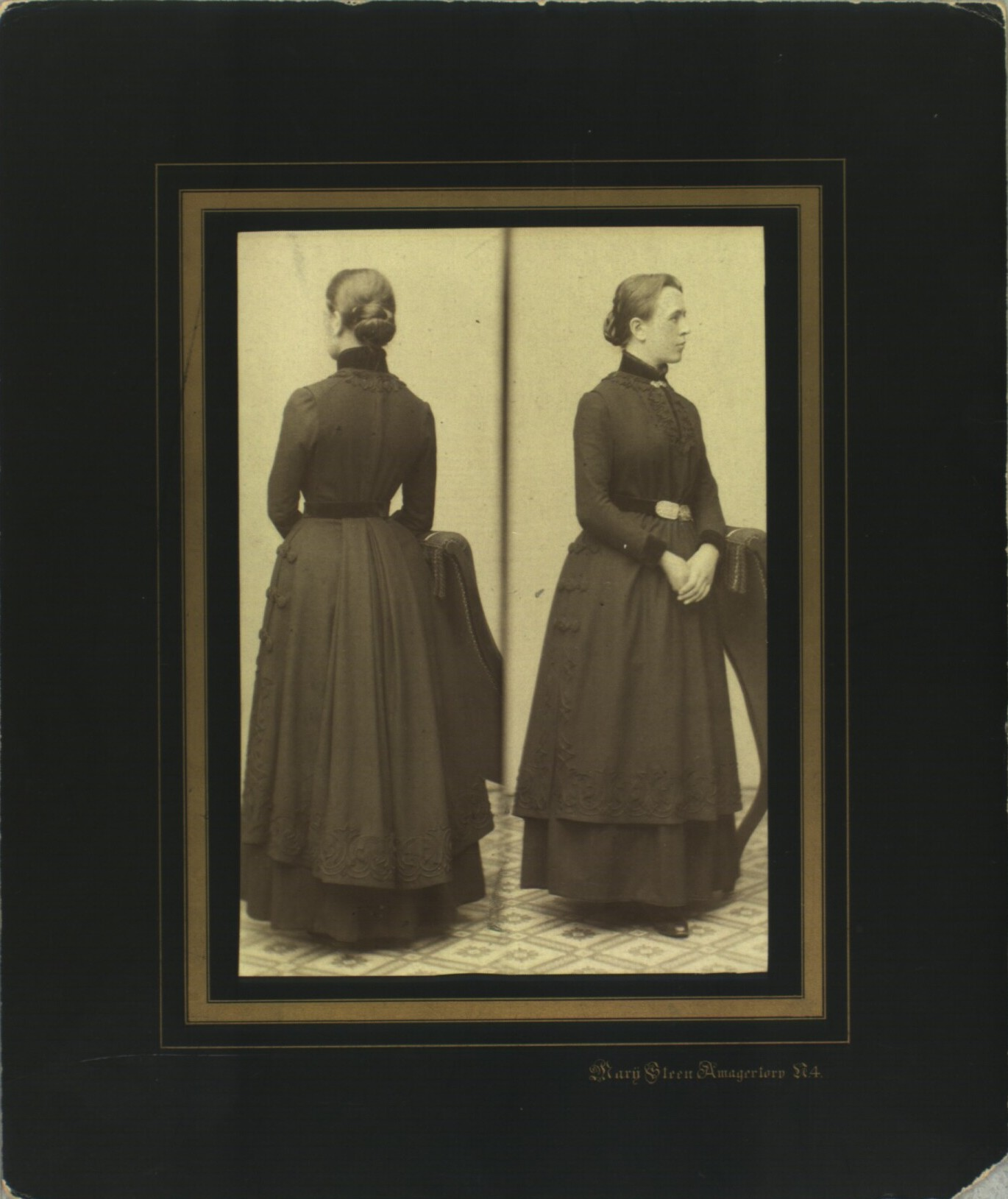
Johanne Bindesbøll. Fotografie von Mary Stehen

Karen Johanne Bindesbøll (* 5. Januar 1851 in Aarhus, Dänemark; † 9. Juli 1934 in Kopenhagen, Dänemark) war eine dänische Textilkünstlerin und Geschäftsfrau. Sie war maßgeblich für die Wiederbelebung der Wandteppichweberei als Kunstform in Dänemark verantwortlich.

## Leben und Werk

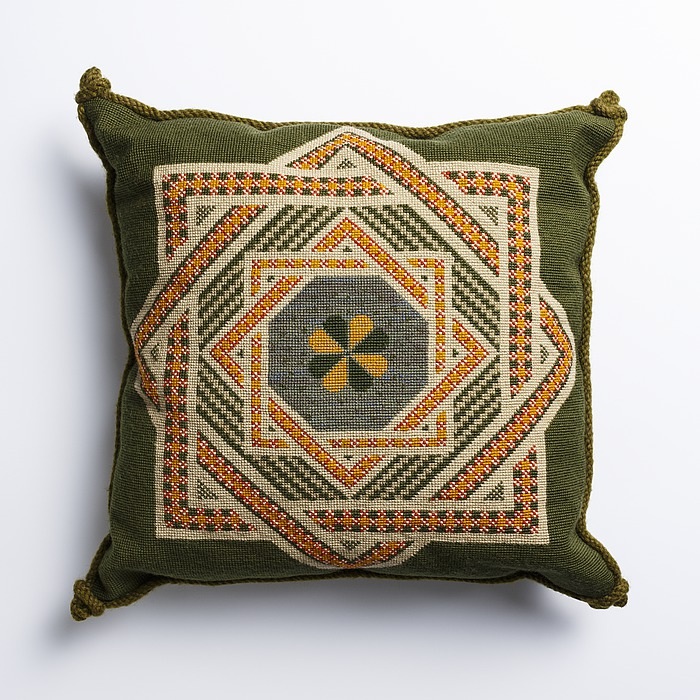
Kissen auf Leinwand, Wolle und Seide. Johanne Bindesbøll, 1910

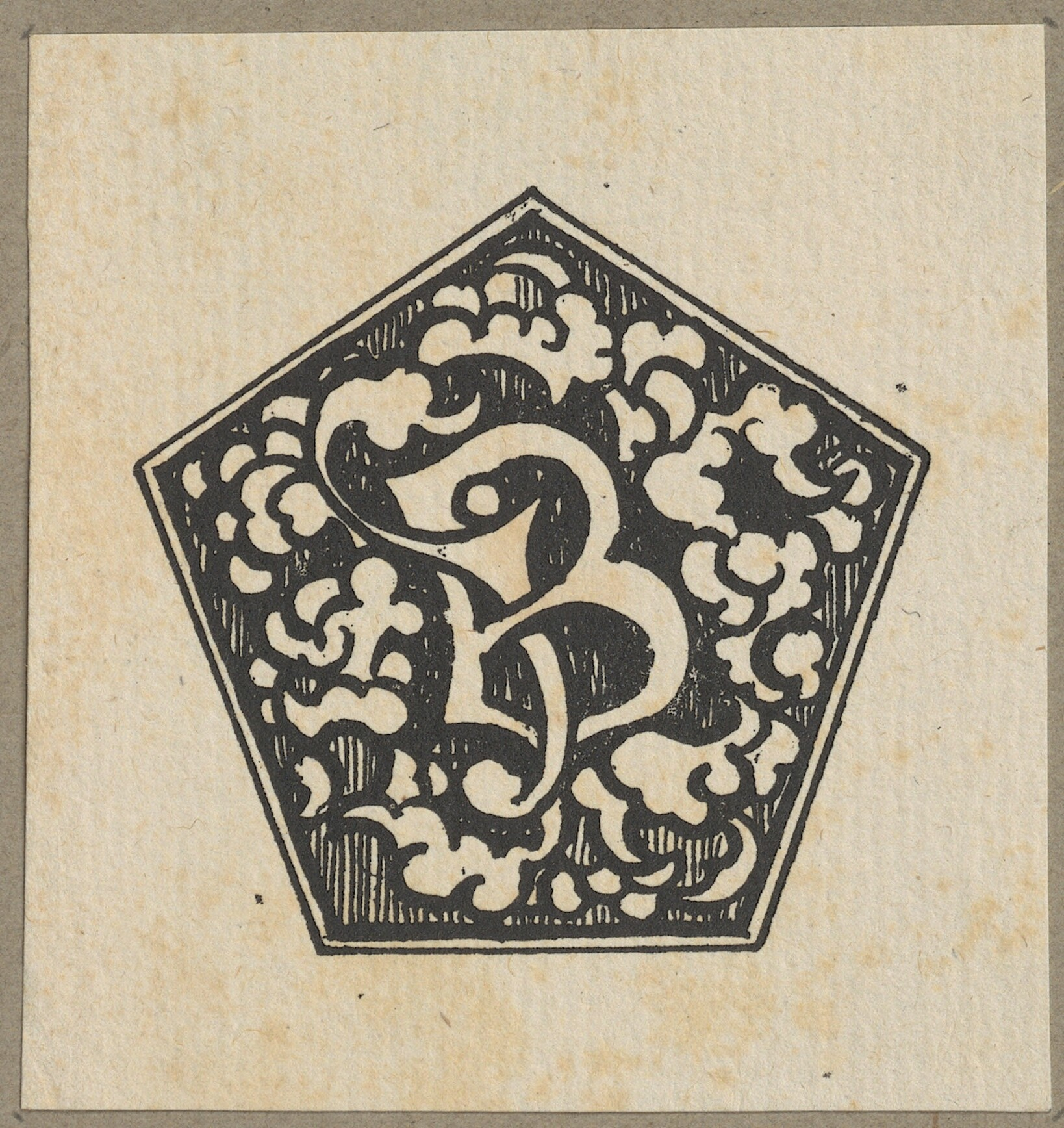
Monogramm von Johanne Bindesbøll, erstellt von ihrem Bruder Thorvald Bindesbøll, 1897

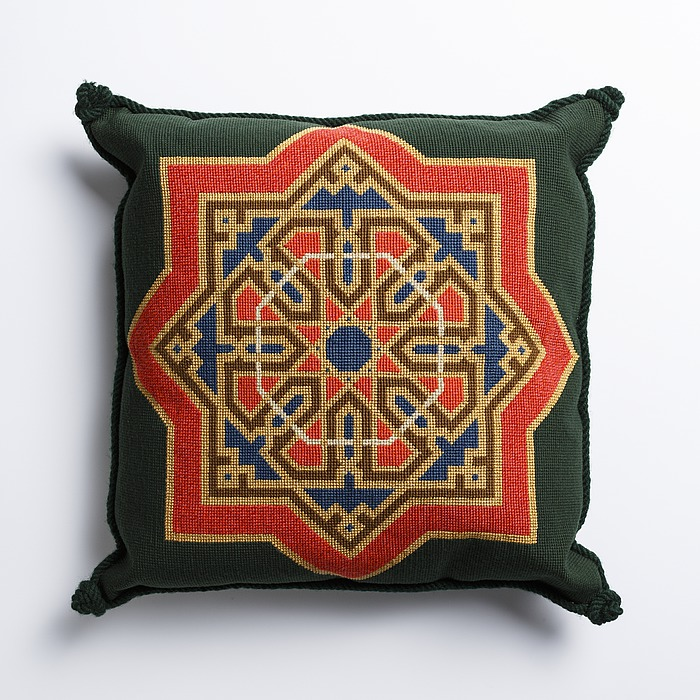
Kissen, bestickt von Johanne Bindesbøll nach einem Entwurf ihres Vaters M.G. Bindesbøll. Teil der Sammlung des Thorvaldsen Museums, Kopenhagen

Bindesbøll war eines von acht Kindern des Architekten Gottlieb Bindesbøll und von Andrea Frederikke Andersen. Sie lernte Stickereien zu Hause und bei den Damen ihres Bekanntenkreises. Nach dem Tod ihres Vaters 1856 war das Sticken für ihren Lebensunterhalt wichtig. Gemeinsam mit ihrer Schwester Marie nähte sie Weißstickereien für ein Geschäft und ihr Bruder Thorvald Bindesbøll zeichnete Stickmuster. Die Familie gehörte zum Kreis der Künstler, die unter der Führung des Malers P. C. Skovgaard und seiner Frau, der Stickerin Georgia Skovgaard, die Stickerei in Dänemark erneuerten.
1873 eröffnete Bindesbøll zusammen mit der Textilkünstlerin Kristiane Konstantin-Hansen die Stickerei Konstantin Hansen-Bindesbøll in der Købmagergade, später Østergade und Frederiksberggade. Die Stickerin Anna Sarauw war von 1876 bis 1888 Miteigentümerin des Geschäftes. Auch ihre Schwester Marie war an der Arbeit beteiligt und gewann wie die Eigentümer Auszeichnungen auf internationalen Ausstellungen. Das Geschäft war für seine gute Muster- und Stoffauswahl sowie die kompetente Beratung bekannt. Zahlreiche Frauen wurden angestellt, um im Laden auszuhelfen oder zu Hause Stickereien anzufertigen.
Das Unternehmen erhielt zahlreiche große Aufträge sowohl für Kirchen als auch für Privatpersonen und prägte die künstlerische Textilkunst der Zeit. Viele Muster basierten auf den Gemälden der Maler Constantin Hansen, P. C. Skovgaard und Thorvald Bindesbøll. Künstlerisch war Boden, wie das Unternehmen auch genannt wurde, ein Erfolg, finanziell war es schwierig, für die Arbeit eine gewinnbringende Bezahlung zu erhalten.
1900 erhielten Bindesbøll und Konstantin-Hansen die Aufgabe, einen Teil der Arbeiten zur Wiederherstellung der Wandteppiche von Schloss Frederiksborg zu leiten, die 1859 durch einen Brand zerstört worden waren. Nachdem sie sich durch Studienreisen in England und Frankreich und eine Lehre in Paris darauf vorbereitet hatten, gaben sie 1903 ihr Geschäft auf. Bindesbøll und Konstantin-Hansen widmeten sich dem Weben und beschafften Materialien aus dem Ausland, um die Wandteppiche von K. van Mander wiederherzustellen, von denen nur teilweise Zeichnungen vorhanden waren. Der Maler N. C. Overgaard erstellte die Zeichnungen, wobei Kritiker der Meinung waren, dass Overgaards Farbwahrnehmung und Garnwahl den Reproduktionen eine Ähnlichkeit mit Gemälden verliehen und dass die Wirkung der Tapisserietechnik nicht voll ausgenutzt worden sei. Die Webarbeiten wurden ab 1901 in zwei Webereien in Kopenhagen ausgeführt, eine davon unter der Leitung von Bindesbøll und Konstantin-Hansen. Bindesbøll vollendete das Werk 1928 nach dem Tod von Konstantin-Hansen 1925.
Bindesbøll starb 1934 im Alter von 83 Jahren in Kopenhagen und wurde auf dem Frederiksberg Ældre Kirkegård begraben.